# Oliveira (Amarante)
Oliveira ist ein Ort und eine ehemalige Gemeinde im Nordwesten Portugals.
Oliveira gehört zum Kreis Amarante im Distrikt Porto. Die Gemeinde hatte eine Fläche von 3 km² und 862 Einwohner (Stand 30. Juni 2011). Zusammen mit den ehemaligen Gemeinden Real und Ataíde bildet Oliveira die im Dezember 1987 zur Vila erhobene Kleinstadt Vila Meã.
Am 29. September 2013 wurden die Gemeinden Oliveira, Ataíde und Real zur neuen Gemeinde União das Freguesias de Real, Ataíde e Oliveira zusammengefasst.